# Uropeltis ellioti
Espèce
Synonymes
- Silybura ellioti Gray, 1858
- Silybura punctata Günther, 1875

Statut de conservation UICN

 LC  : Préoccupation mineure
Uropeltis ellioti est une espèce de serpents de la famille des Uropeltidae.

## Répartition
Cette espèce est endémique du sud de l'Inde.

## Publication originale
- Gray, 1858 : On a new genus and several new species of Uropeltidae in the collection of the British Museum. Proceedings of the Zoological Society of London, vol. 1858, p. 260-265 (texte intégral).